# Ettore Socci
Ettore Socci (Pisa, 25 luglio 1846 – Firenze, 18 luglio 1905) è stato un giornalista, politico e scrittore italiano.

## Biografia
Personalità intellettuale del Risorgimento italiano, Socci studiò a Firenze e combatté come volontario a fianco di Garibaldi nella campagna trentina del 1866, a Mentana (1867) e nella campagna francese del 1870-71. Animato da una fervente ideologia mazziniana, diresse due giornali progressisti, il Satana e Il grido del popolo, che vennero però fatti chiudere e Socci si ritrovò ben presto nei guai con la legge. Venne arrestato e assolto più volte, tra questi episodi si ricorda l'arresto dell'8 agosto 1874, quando vennero processati, e poi assolti, altri trentadue estremisti repubblicani e internazionalisti iscritti come Socci alla Società democratica internazionale.
Tra il 1875 e il 1879 venne iniziato in Massoneria nella Loggia "Uguaglianza" di Roma, dove si trasferì nel 1878, membro del Grande Oriente d'Italia, il 3 aprile 1881 fu tra i fondatori della Loggia "Rienzi" di Roma, continuò a portare avanti le sue idee repubblicane, collaborando prima con La capitale e poi con la Lega della democrazia diretta da Alberto Mario dal 1880 al 1883. Contemporaneamente fondò il giornale Il fascio della democrazia, e successivamente La democrazia nel 1886. Nel 1890 collaborò con La Tribuna illustrata. Dal 1899 al 1902 fu Grande oratore della Gran Loggia del Rito simbolico italiano e collaborò alla Rivista Massonica.

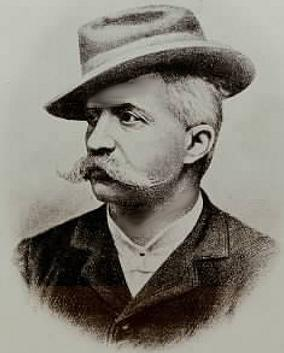
Felice Cavallotti, esponente dell'estrema sinistra storica

Socci, insieme a Felice Cavallotti, convocò dall'11 al 13 maggio 1890 un congresso democratico per formare un partito d'opposizione al Presidente del Consiglio Francesco Crispi. Il filosofo Antonio Labriola, in relazione a questo congresso, scrisse nello stesso anno Proletariato e radicali. Lettera ad Ettore Socci a proposito del Congresso democratico. Nel 1892 venne eletto deputato della XVIII Legislatura per il collegio di Grosseto, città dove divenne cittadino onorario e fu apprezzato soprattutto per le sue riforme, tra le quali, la più importante, l'abolizione della secolare estatatura del 20 luglio 1897. Fu poi confermato per le successive quattro legislature.
Due anni dopo la sua morte, avvenuta il 18 luglio 1905, la città di Grosseto intitolò al suo nome una piazza del centro storico con un busto in bronzo realizzato dallo scultore Emilio Gallori.

## Opere
Ettore Socci scrisse anche romanzi, oltre a saggi di carattere politico. La sua opera più conosciuta è Da Firenze a Digione. Impressioni di un reduce garibaldino, dove racconta la sua partecipazione insieme ai volontari garibaldini alla campagna di Digione del 1870-71. Tra le altre si ricorda Umili eroi della patria e dell'umanità, volume di divulgazione storica.
- Da Firenze a Digione. Impressioni di un reduce garibaldino,   Prato, Tipografia sociale, 1871.
- Evoluzione o rivoluzione? La donna, Roma, Capaccini & Ripamonti, 1879.
- L'estrema sinistra della 15ª legislatura, Firenze, a cura di A. Gherardi e S. Lemmi, 1883.
- Del partito democratico in Italia, Roma, Tipografico italiano, 1886.
- Un amore nell'ergastolo, Roma, Stab. tipografico della Tribuna, 1887.
- I misteri di Montecitorio, Città di Castello, Tipografia dello stab. S. Lapi, 1887. Nuova ed. Roma, Studio Garamond, 2014. ISBN 978-88-909815-2-4.
- Una signora per bene. Racconto con prefazione del deputato G. Guerci, Pitigliano, Tip. della Lente di Osvaldo Paggi, 1896.
- La devota. Scene romane prima del 1870, Pitigliano, Tip. Edit. della Lente di Osvaldo Paggi, 1897.
- Il grido della rivolta, Pitigliano, Tip. Edit. della Lente di Osvaldo Paggi, 1897.
- Uno che li ha finiti. Racconto, Pitigliano, Tip. Edit. della Lente di Osvaldo Paggi, 1897.
- Un anno alle Murate. Impressioni e ricordi, Pitigliano, Stab. tip. di Osvaldo Paggi, 1898.
- L'assalto di Montecitorio. Romanzo, Pitigliano, O. Paggi, 1900.
- Da giornalista a deputato. 1878-1901, Pitigliano, Stab. tip. Osvaldo Paggi, 1901.
- Umili eroi della patria e dell'umanità. Narrazioni storiche ad uso delle scuole, Milano, Libreria editrice nazionale, [1903?].

### Prefazioni
- Uriele Cavagnari, Assalonne. Dramma in versi , prefazione di Ettore Socci, Roma, Forzani e C., 1883.
- Francesco Diaz De Palma, Onde e marosi. Versi, prefazione di Ettore Socci, Pitigliano, Della Lente, 1895.
- Francesco Armelani, Cavallotti o Crispi? Studio critico-sociale, prefazione di Ettore Socci, Pitigliano, Tipografia Editr. della Lente, 1896.
- Pio Vittorio Ferrari, Villa Glori. Ricordi ed aneddoti dell'autunno 1867, Roma, Soc. Ed. Dante Alighieri, 1899. Nuova ed. Udine, Centro studi regionali, 2001.